# Alpharetta
Alpharetta är en stad (city) i Fulton County, i delstaten Georgia, USA. Enligt United States Census Bureau har staden en folkmängd på 59 397 invånare (2011) och en landarea på 69,7 km².

## Kända personer från Alpharetta
- Jaycee Horn, utövare av amerikansk fotboll